# Tommy McCarthy
Thomas Francis Michael McCarthy (Boston, 24 luglio 1863 – Boston, 5 agosto 1922) è stato un giocatore di baseball statunitense che ha giocato nel ruolo di esterno nella Major League Baseball (MLB). È stato inserito nella National Baseball Hall of Fame nel 1946.

## Carriera
McCarthy si unì ai Boston Reds della Union Association nel 1884 come lanciatore partente ed esterno. Giocando sporadicamente ebbe una bassa media battuta di .215 average e perse tutte le 7 gare disputate come lanciatore. Si trasferì la stagione successiva nella National League dove giocò con i Boston Beaneaters e i Philadelphia Quakers senza avere mai una media battuta sopra il .200.
Abbandonate le speranze di diventare una stella come lanciatore, McCarthy si decise a giocare regolarmente come esterno nel 1888 con i St. Louis Browns della American Association. Con essi, fino al 1891, McCarthy segnò 100 oltre punti ogni stagione e migliorò sensibilmente in battuta. Batté con .350 nel 1890 ed ebbe 95 punti battuti a casa nel 1891. Anche se le statistiche dell'epoca non sono accurate, si impose come un ottimo corridore tra le basi, rubando, secondo alcune fonti, oltre 100 basi nel 1888.
McCarthy tornò nella National League con i Beaneaters nel 1892 ed ebbe delle stagioni produttive negli anni successivi. Nel 1893 batté per la prima volta in carriera oltre 100 punti a casa, ripetendosi l'anno seguente, in cui batté 13 fuoricampo. La stampa dell'epoca soprannominò McCarthy e il compagno Hugh Duffy i "gemelli del paradiso". Le loro squadre di Boston furono uno dei club di maggior successo dell'epoca. McCarthy giocò per i Brooklyn Bridegrooms nel 1896 prima di ritirarsi. Chiuse la carriera con .292 in battuta, 44 fuoricampo e circa 500 basi rubate.